# Opera Graphica
Opera Graphica es una editorial brasileña especializada en la publicación de historietas. Fue fundada en 1998 por Franco de Rosa y Carlos Mann. Terminó sus actividades en 2008, pero volvió al mercado en 2012 con el libro E Benício criou a mulher, de Gonçalo Junior, que ganó el Trofeo HQ Mix al mejor libro teórico en 2013.